# Santo Stefano di Cadore
Santo Stefano di Cadore (Sa Stefi in ladino) è un comune italiano di 2 308 abitanti della provincia di Belluno in Veneto.
Centro cadorino, sovrastato dal Monte Col (2.079 m) e posto alla confluenza tra il Piave e il torrente Padola, è il principale centro del Comelico. Nel territorio comunale vi sono anche le frazioni di Campolongo (la più popolata tra le frazioni), situata più a monte sulla valle del Piave a 940 m s.l.m., Casada e Costalissoio, anch'esse situate più a monte però nella valle del Padola. Nel territorio comunale è compresa la parte est della Val Visdende, estremo lembo nordorientale del Veneto.

## Geografia fisica

### Territorio
Il territorio comunale, compreso tra le valli del fiume Piave e del torrente Padola (la cui confluenza avviene proprio nel centro abitato) è circondato da numerose vette che costituiscono la parte più occidentale delle Alpi Carniche e la parte più orientale delle Dolomiti.
Tra le più importanti cime vi sono il Monte Crissin (2503 m), il Monte Brentoni (2548 m), Il Gruppo delle Terze (2586 m), una parte della Cresta Carnica (che segna il confine Italo-Austriaco). Tra le cime minori (per la quota, non per l'importanza) vi annoveriamo il Monte Col (2079 m) che sovrasta il centro abitato, il Monte Zovo (1944 m), situato poco sopra la frazione di Costalissoio, e il Monte Piedo (1665 m), attraversato dalla Galleria Comelico della Strada statale 52 Carnica. Dalla frazione di Costalissoio, è possibile scorgere numerose vette dolomitiche come l'Aiarnola, il Popera, la Cima Undici, le Marmarole, l'Antelao, il Sorapiss, la Tofana di Rozes ed il più lontano Monte Tamer, oltre allo splendido panorama su tutte e due le vallate (del Piave da un lato e del Padola dall'altro).

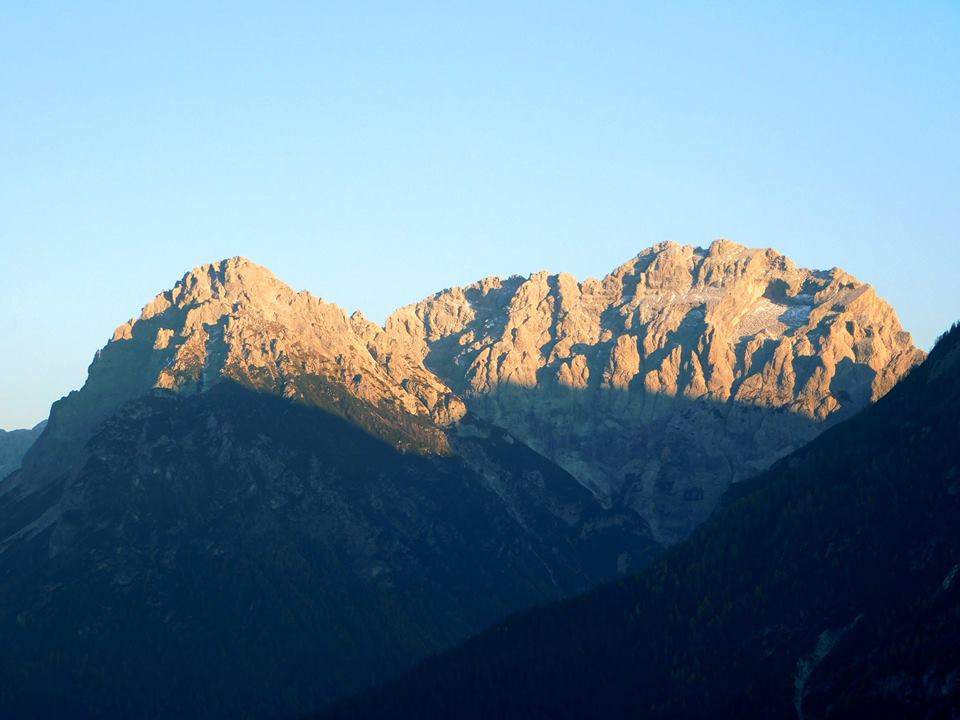
I monti Terza Media 2455 m. ed il Terza Grande 2586 m. dominanti la Val Frison.

### Clima
Il clima di Santo Stefano di Cadore è di tipo alpino, con inverni rigidi ed estati relativamente fresche. Sovente d'inverno le temperature minime possono arrivare a -20 °C, aiutate dallo scarso soleggiamento, specialmente nelle giornate di bel tempo, col fenomeno dell'inversione termica, con il contributo del Monte Col che, nelle giornate più corte dell'anno, mantiene in ombra il centro abitato, facendolo risultare più "gelido" persino delle stesse frazioni situate a quote più elevate ma che ricevono maggior soleggiamento.
La neve è quasi sempre presente nel periodo compreso tra dicembre ed aprile, anche se non sono mancate nel corso degli anni nevicate precoci o tardive. 
In estate le temperature sono gradevoli (fresche di giorno e fredde durante la notte), anche se negli ultimi anni (in particolare dal 2003) le temperature medie si sono alzate notevolmente e spesso possono arrivare anche a 30 °C.
Le precipitazioni risultano essere abbondanti, soprattutto nella stagione estiva (l'arco alpino ha il massimo delle precipitazioni proprio in estate), anche se negli ultimi anni le giornate di bel tempo sono aumentate notevolmente, permettendo ai turisti, nonché agli escursionisti, di godersi appieno le bellezze offerte dal territorio. Nei pressi del centro cittadino è presente una stazione meteorologica dell'ARPAV.

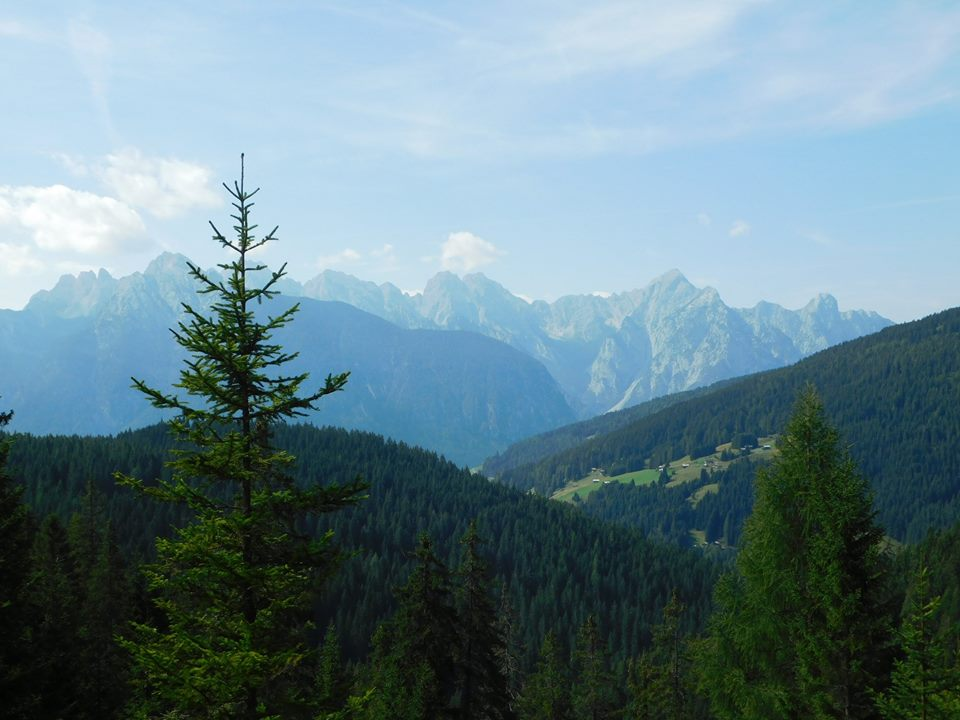
Scorci dei dintorni di S. Stefano di Cadore

## Storia
In epoca Romana (dal 115 a. C. al 476) nel medio Cadore vi era un notevole gruppo di abitanti. La costruzione della via Claudia Augusta Altinate intorno al 100 d. C., congiungeva Altino (non lontano dalla foce del Piave) con Littamun (oggi San Candido) e verso il Salisburghese con percorso che si svolgeva anche in Cadore. Il Comelico ha sempre fatto parte del Cadore. La sua storia si identifica con la storia del Cadore, differenziandosi soltanto nei primordi e, s’intende, per locali particolari vicende. Si può presumere, con molta attendibilità, che i primi abitanti si rifugiassero nelle impervie ed isolate valli comelicesi per sottrarsi agli eccidi, ai saccheggi ed alla sottomissione ai barbari che invasero ed occuparono l’Impero Romano.
Secondo una delle ipotesi, il principale apporto di profughi pervenuti in Comelico, fu dato da coloro che abitavano la Pusteria, in seguito all’occupazione di quella Valle avvenuta nell’anno 565 dopo Cristo da parte dei Baiuvari (oggi bavaresi). Chi non fu ucciso o non si sottomise andò ad occupare le disabitate valli del Comelico, di Gardena, di Badia e di Livinallongo, valli ladine. Altre ipotesi invece sostengono che tutto l’attuale Comelico superiore e parte di Danta – fu popolato da famiglie provenienti dalla vicìnia di Domegge, mentre il Comelico orientale – gli odierni comuni di S. Stefano e S. Pietro – da nuclei di persone dell’Oltrepiave. Non è dunque possibile stabilire in maniera univoca la provenienza dei primi abitatori. Durante le Invasioni Barbariche (dal 476 all’888 d. C.) gli Unni di Attila non arrivarono in Cadore, ma esso soggiacque alla dominazione degli Eruli di Odoacre (476-493), degli Ostrogoti di Teodorico (493-548), dei Franchi Merovingi (548-553), dei Bizantini (553-568), dei Longobardi (568-774) e dei Franchi Carolingi (774-888).
Con i Franchi ebbe inizio il Feudalesimo (888 – 1077). Successivamente (dal 1077 al 1420), in seguito alla cessione da parte dell’Imperatore Enrico IV al Patriarca di Aquileia del Comitato del Friuli, ebbe inizio il potere temporale dei Patriarchi che sub-infeudarono il Cadore ai loro vassalli. Tra questi, i Caminesi ebbero successivamente la completa investitura del Cadore fino al 1420 quando, terminato il potere temporale dei Patriarchi, subentrò il dominio Veneziano (1420 -1797) durante il quale la Serenissima riconobbe ai Cadorini autonomia legislativa ed amministrativa, riconoscendo ad essi la proprietà dei boschi e dei pascoli, l’uso gratuito delle acque ed esentando la proprietà da imposte e tasse. In questo periodo fiorente fu il commercio del legname che dai boschi del Cadore, trasportato con zattere sul fiume Piave, arrivava fino a Venezia dove veniva impiegato per la costruzione navale e l’edilizia lagunare.
Con l’avvento di Napoleone (1797 – 1813) ed il declino politico di Venezia, il cui territorio veniva invaso dagli eserciti stranieri, i Cadorini furono costretti a far buon viso sia all’uno sia all’altro dei contendenti, per limitare, per quanto possibile, le conseguenze delle ostilità belliche. Il 13 maggio 1797 per la prima volta giunge a Pieve di Cadore un reparto di soldati francesi. L’anno 1812 vede declinare l’astro di Napoleone. Nell’ottobre 1813 il Cadore è occupato dagli austriaci, l'Ampezzano e più naturalmente Dobbiaco cessano di far parte del distretto Cadorino. Il 7 aprile 1815 viene costituito il Regno Lombardo-Veneto. Nel 1866, con l'annessione del Veneto al neo costituito Regno d'Italia, anche Santo Stefano di Cadore (allora denominato "Comelico Inferiore"), ne entra a far parte.
A seguito dell'entrata in guerra del Regno d'Italia nel 1915 nei confronti dell'Impero Austro-Ungarico, il borgo si trovò in posizione di estrema vicinanza alla prima linea del fronte che correva lungo il Passo Monte Croce di Comelico, la Catena Carnica Occidentale (Cima Vallona, Monte Palombino, Monte Peralba ecc.) da un lato, e le Dolomiti di Sesto dall'altro (Cima Undici, Passo della Sentinella, Pian di Cengia). Nelle vicinanze del borgo, in quota, era presente il Forte del Monte Tudaio (accessibile però dal versante opposto, precisamente da Vigo di Cadore). Con la disfatta di Caporetto del 24 ottobre del 1917 sul fronte Isontino, la zona venne sgomberata dalle truppe italiane e di conseguenza occupata da quelle austriache che la abbandoneranno solo un anno più tardi, riconquistata dagli italiani dopo la sconfitta dell'esercito asburgico a Vittorio Veneto.
Negli anni successivi, precisamente nei primi anni '20, vennero fatte edificare dal Regime Fascista alcune casermette nei pressi della Val Grande, finalizzate a prevenire un'eventuale invasione della zona da parte del Terzo Reich (tra Mussolini ed Hitler all'epoca non c'era ancora alleanza tra i due dittatori), dopo che quest'ultima aveva annesso l'Austria ai propri territori (il cosiddetto Vallo Alpino).

### Simboli
Stemma
(Art. 4 c. 4 dello Statuto comunale)
Gonfalone
terminale a tre bande e con stemma al centro.»
(Art. 4 c. 3 dello Statuto comunale)

## Monumenti e luoghi d'interesse
La Val Comelico offre interessanti spunti d'arte e di storia locale. L'ospite è accompagnato in un viaggio alla scoperta del patrimonio artistico ed alla conoscenza della cultura ladina Comelicese, ricca di tradizioni, originariamente basata sull'agricoltura e sull'utilizzo del pregiato legname dei boschi. 
Chiese e capitelli, palazzi storici, antichi fienili, la Stua sul torrente Padola, i musei ed inediti documenti storici testimoniano gli oltre ottocento anni della storia a noi oggi conosciuta, dai primi insediamenti dell'uomo in Val Comelico. Al centro del paese sorge la chiesa dedicata a santo Stefano martire, risalente al XIII secolo e edificata sulla piazza centrale, costituisce la matrice di tutte le chiese del Comelico. La struttura giunta fino ai nostri giorni è frutto di alcuni interventi di rifacimento e ampliamento che hanno interessato la pievanale fino al 1973. Le prime opere sono state eseguite dall'architetto frate Tommaso Simonetti da Ancona il quale, visto l’insuccesso dei suoi interventi, viene successivamente sostituito dall’architetto Pietro Nidergattscher di Brunico.
Quest'ultimo, assieme alle sue maestranze di fiducia come Righier Tisirli e Zuanne Vecellio, riesce abilmente nell’intento di dare un nuovo volto alla pieve, abbellita anche di preziose opere realizzate da artisti come Cristoforo Monforti. Nel 1817 viene realizzato il bel pronao neoclassico nella facciata principale composto da un porticato rettangolare di dodici colonne tuscaniche bianche e nel 1684 viene edificata la torre campanaria, restaurata successivamente a causa di un fulmine che la danneggiò. Non solo prodigioso complesso architettonico, la chiesa di Santo Stefano di Cadore ospita anche un ricco patrimonio artistico. A partire dall’affresco che abbellisce il timpano triangolare sovrastante il porticato neoclassico, eseguito da Claudio Benito Tiozzo e raffigurante il Martirio di santo Stefano, ai bei dipinti custoditi nell’abside e realizzati dal pittore milanese Cristoforo Manforti come l'Ultima Cena, il Mosè e il serpente di bronzo.
Lungo le pareti dell’aula sono conservati ben cinque altari minori: l’altare di San Giovanni abbellito dai dipinti di Lazzaris e Tomaso Da Rin; l'altare di San Giuseppe che rappresenta una copia del primo; l'altare di Sant'Odorico con un bel dipinto raffigurante il santo vescovo; l'altare della Passione realizzato in legno cirmolo opera di Campolongo Bartoloeo D'Ambros e arricchito da alcuni dipinti di bottega Ghirlanduzzi di Ceneda. L'altar maggiore si presenta in marmo bianco di Carrara, di fattezza monumentale, è arricchito da una serie di manufatti artistici: è possibile infatti osservare il bel tabernacolo donato dalla famiglia Poli affiancato dalle statue raffiguranti i Santi Pietro e Paolo, il Redentore, e i Santi Giovanni e Stefano. Infine, sopra l'ingresso maggiore è situato un organo realizzato da Bazzani, allievo del celebre Callido.

## Società
Il territorio comunale di Santo Stefano di Cadore, ed in generale tutta la zona del Comelico, è in calo demografico da circa vent'anni. La popolazione locale, sia per lavoro, sia per gli studi, spesso tende a spostarsi verso le località di pianura sia della regione (Treviso, Venezia, Padova) e sia delle regioni limitrofe (in particolare Friuli Venezia Giulia e Alto Adige). Tuttavia in zona vi sono numerose attività, dedite soprattutto alla falegnameria, all'ottica e al turismo.

### Evoluzione demografica
Abitanti censiti

## Economia

### Turismo
Il turismo, a differenza delle limitrofe località di Sappada, Auronzo-Misurina e Padola, si concentra soprattutto in estate. Nel territorio comunale sono presenti numerose strutture ricettive di buon livello. In estate, come specificato, invece il territorio di Santo Stefano di Cadore offre diverse opportunità, in particolare una fitta rete di sentieri che permettono bellissime escursioni verso i monti sovrastanti (verso il monte Col, verso il gruppo del Crissin, il gruppo delle Terze, verso la val Grande, ecc.) con alcuni importanti rifugi come il bivacco Ursella-Zandonella, il bivacco del monte Col, il rifugio del monte Zovo e, soprattutto il famoso "Giro delle Malghe" sulla cresta Carnica, al confine con l'Austria, e al di sopra della pittoresca val Visdende, facente parte del territorio comunale. Interessante e molto panoramica è anche l'escursione sul sentiero che collega Santo Stefano di Cadore a Danta di Cadore.
Da visitare anche il lago del Tudaio, un bacino artificiale, creato dallo sbarramento del fiume Piave, incastonato nella stretta forra dividente il Monte Tudaio dal Monte Piedo, proprio dove transitava la vecchia sede della strada statale 52 Carnica (oggi sostituita dalla Galleria Comelico): l'accesso si trova proprio all'uscita della Galleria Comelico, provenendo da Auronzo di Cadore, sulla destra e, percorrendo un paio di chilometri, si giunge al lago del Tudaio. Importante patrimonio storico e naturalistico di questo territorio è la Val Frison, nei pressi della frazione di Campolongo, dove tra le bellezze naturali si possono osservare tutt’oggi alcuni fortini di guerra e la piccola chiesa di Sant'Osvaldo. Nella stagione invernale, l'unica possibilità è offerta da un piccolo skilift alle pendici del Monte Col, adatto perlopiù ai principianti (un altro skilift, più lungo e che offriva la possibilità di sciare su piste più lunghe e difficoltose, risulta ad oggi dismesso).

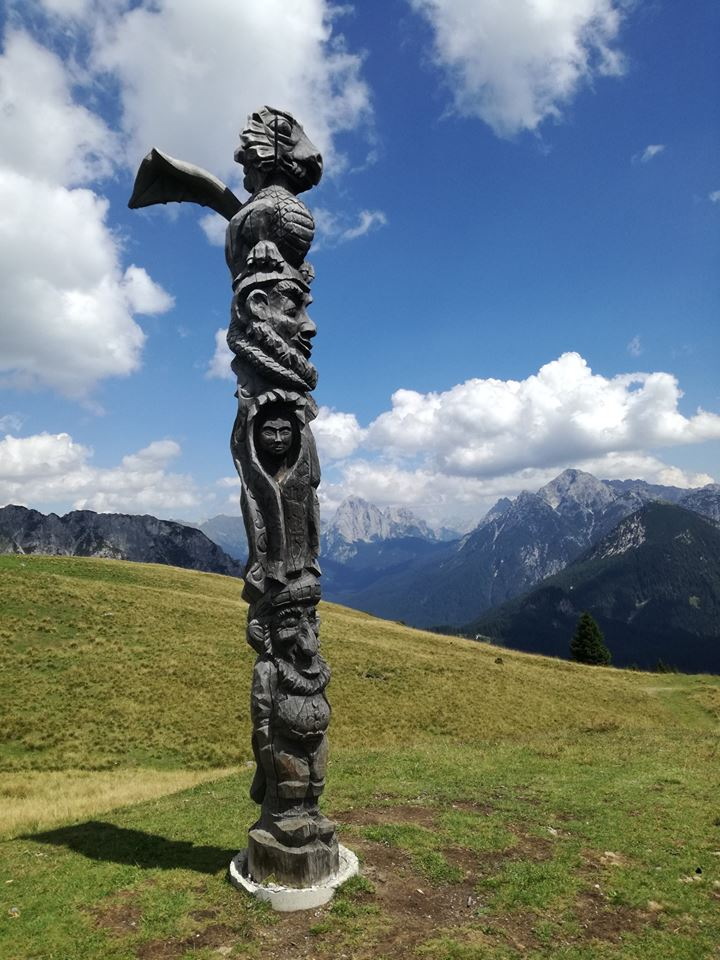
Il totem situato sulla vetta del Zovo

## Infrastrutture e trasporti
Santo Stefano di Cadore è attraversato dalla strada statale 52 Carnica che collega il Friuli e il Veneto al Trentino-Alto Adige e all'Austria, mediante la galleria "Comelico". Da Venezia, da Milano e da Roma si raggiunge Santo Stefano di Cadore mediante l'autostrada A27 Venezia - Belluno, poi la Strada statale 51 di Alemagna fino a Pieve di Cadore, da dove si dirama la SS51 Bis che attraversa il Centro Cadore, quindi la SS52 sino a Cima Cogna e, poco prima di Auronzo di Cadore, si giunge ad un bivio svoltando a destra, quindi attraversando la galleria "Comelico", dopo qualche chilometro si raggiunge il paese comelicense.
Nel centro del paese, inoltre, dalla SS52 si dirama la SS355 che collega il Cadore e il Comelico alla Carnia e al Friuli (quest'ultima si ricollega alla SS52 a Villa Santina) passando per Sappada e Forni Avoltri. Dal centro cittadino, proseguendo diritti sulla SS52, è possibile giungere nel Comelico Superiore, al Passo di Monte Croce di Comelico, quindi a Sesto, San Candido, in Austria e in Val Pusteria.
Dalla frazione Campolongo, risalendo la Val Frison e tramite la Forcella Lavardet, la SS465 collegava la valle del Piave alla Val Pesarina, all'altopiano di Casera Razzo nonché al borgo di Sauris, quindi al Friuli Venezia Giulia. Ad oggi la strada è percorribile sino a Pian degli Osei, mentre il tratto da Pian degli Osei a Forcella Lavardet risulta chiuso al traffico a causa di numerose frane, pertanto manca il collegamento tra i due versanti (è possibile raggiungere la Forcella Lavardet soltanto dal versante opposto rispetto a quello della Val Frison, ovvero dalla Val Pesarina, da Casera Razzo e da Sauris).
Anticamente era molto utilizzato anche il valico di confine denominato Forcella Dignas (2094 m), raggiungibile dalla Val Visdende, che collegava (e collega tuttora) l'Italia all'Austria e precisamente la valle del Piave con quella del Gail (nei pressi del borgo austriaco di Obertilliach). Oggi invece, poiché la strada che vi conduce è sterrata ed è poco più di una mulattiera, il valico ha perso d'importanza ed è quindi utilizzato soprattutto dagli escursionisti per raggiungere le vette della Cresta Carnica (in particolare Cima Palombino e la Cima Vallona) o il vicino rifugio situato sul versante austriaco.

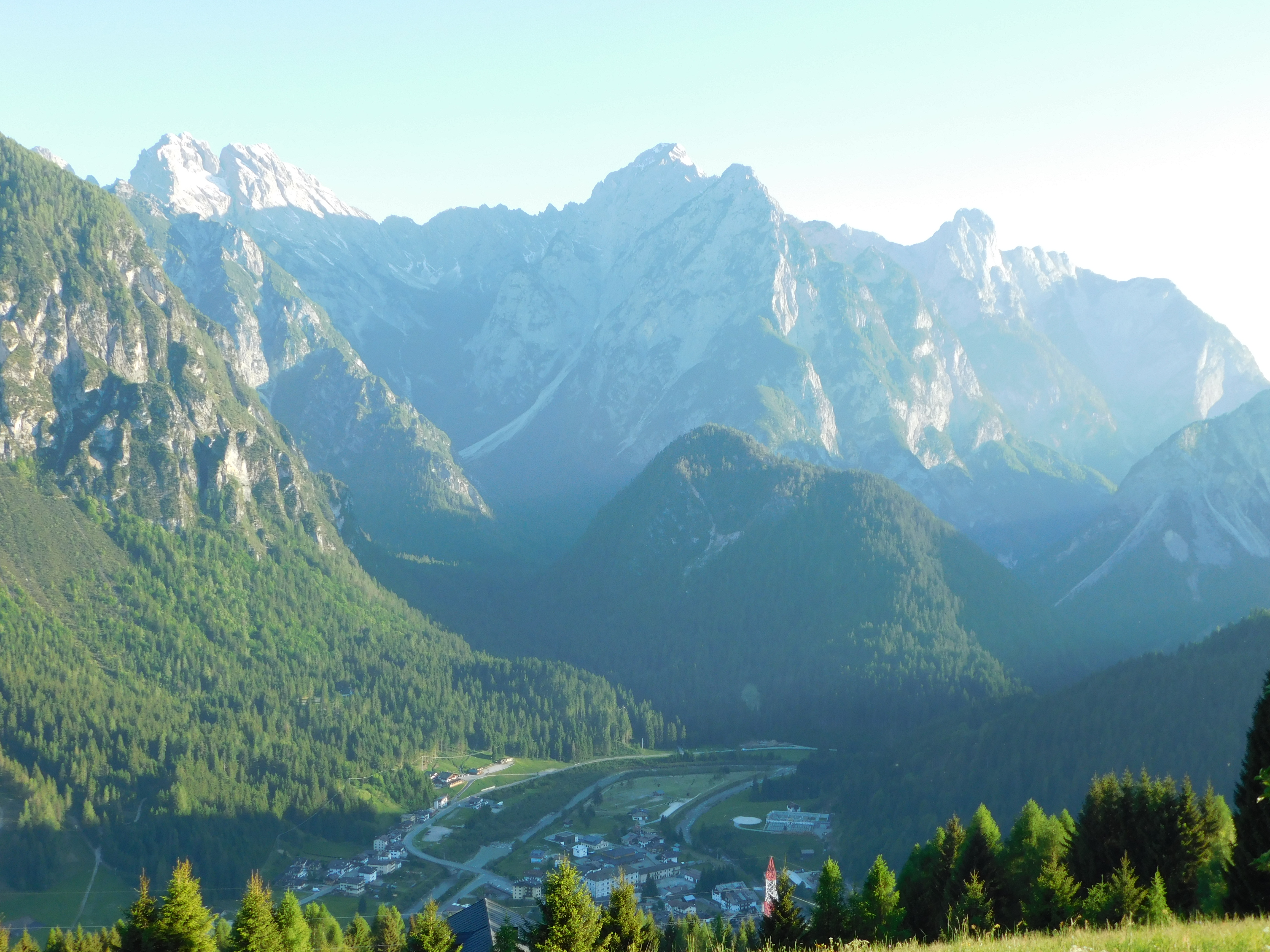
Santo Stefano di Cadore visto dall'alto (strada panoramica)

## Amministrazione
| Periodo         | Periodo        | Primo cittadino   | Partito                               | Carica  | Note   |
| --------------- | -------------- | ----------------- | ------------------------------------- | ------- | ------ |
| 8 novembre 1985 | 5 giugno 1990  | Guido Buzzo       | DC                                    | Sindaco | [ 10 ] |
| 5 giugno 1990   | 24 marzo 1994  | Italo Pasqualetto | PSI                                   | Sindaco | [ 11 ] |
| 24 aprile 1995  | 14 giugno 1999 | Gianpietro Ciani  | lista civica                          | Sindaco | [ 12 ] |
| 14 giugno 1999  | 14 giugno 2004 | Silver De Zolt    | Alleanza progressista                 | Sindaco | [ 13 ] |
| 14 giugno 2004  | 8 giugno 2009  | Silver De Zolt    | lista civica                          | Sindaco | [ 13 ] |
| 8 giugno 2009   | 26 maggio 2014 | Alessandra Buzzo  | lista civica                          | Sindaco | [ 14 ] |
| 26 maggio 2014  | 27 maggio 2019 | Alessandra Buzzo  | lista civica Uniti per il bene comune | Sindaco | [ 15 ] |
| 27 maggio 2019  | 10 giugno 2024 | Oscar Meneghetti  | lista civica Val Comelico zona franca | Sindaco | [ 16 ] |
| 10 giugno 2024  | in carica      | Alfredo Comis     | lista civica Alfredo Comis sindaco    | Sindaco | [ 17 ] |

### Gemellaggi
- Montespertoli

### Altre informazioni amministrative
La denominazione del comune fino al 1894 era Comelico Inferiore.